# 反串
反串是中國傳統戲曲演出中的一種演出方式，主要是指演出與自身本工的行當不同的戲的情形。雖然後來反串一詞也被用於男扮女或女扮男的異裝情形，但在其原本的意義中，是與演員以及劇中人的性別無關的。舉例而言，男性的梅蘭芳作為一個旦行演員，演出女性角色是正常，他曾在《轅門射截》一劇中演生角的呂布則反而是反串。除了如上述的旦串生之外，生串旦、生串淨、生串丑等情形也都很常見。

## 反串的歷史發展
行當的概念在元雜劇中已經存在，但當時許多演員常常沒有明確的本工行當，例如《青樓集》中記錄的一些著名女性演員常能兼「旦末」，因此其無論扮旦或末，都不能算是反串。
比較有明確反串情形的，要到明代中後期的一些傳奇劇目，如劇作家徐渭寫的《女狀元》等戲中，有明確要因劇情的轉換以旦行演員來換男裝演生角的情形，但未留下其實際表演時情形的相關記錄。在明末清初最盛的崑劇中，由於對表演藝術特講求精緻，各行當之間各形成嚴格的派別，因此反串兼演是不被容許，這種情形到清代中葉更達到極緻，因此只有少數特別的劇目，才能反串，如《南西廂》的〈長亭〉一齣，所有劇中人均由旦角反串，成為慣例。
清朝康熙十年（1671年），政府开始禁止女性登台表演，女性角色均由男性出演。晚清，天津开埠后，始有女演员公开登台表演。而男女同台合演亦是在天津最先出现。在清中葉才形成的京劇中，反串是較常出現的演出方式。在京劇發展早期由於較多人精通數個行當，因此反串現象較不明顯，光緒年間，角色的分工才愈趨細密，這情形發展到民國以後達到極緻，由於專精一門成為普遍的觀念，而反串的情形才逐漸增加，許多著名的演員如四大名旦、楊小樓、等都不時有反串的演出。

## 反串在戲劇中和其他藝術作品中的作用
- 造成新鮮感：平時觀眾看習慣某個演員固定演出某一行當的角色，突然的改變具有新鮮感，而觀眾通常也會抱著看熱鬧或獵奇的心情來觀賞，而不以本工演員的標準來要求演出者。
- 吸取其他行當的技術：演員藉著反串的機會學習其他行當和異於自身性別地位者的技能，以使自己在自身行當的演技更上一層樓，如梅蘭芳反串武生的經驗，就讓他能在《穆桂英掛帥》中將穆桂英的角色演得更出色。
- 充實創新角色的風格：由不同行當的演員反串演出，常能有不同的詮釋方式來豐富其內涵，有時甚至由於反串的成功，使劇目中特定角色的行當改變的情形，如《天雷報》一劇中的張媽媽一角原是老旦，但因丑角羅百歲一次反串的成功，使這個人物後來都改由丑角來扮演。
- 因兼扮而反串：兼扮是指由一人飾演多角色的演出方式，如果一齣戲需要同一演員兼扮不同行當的角色，演員就必須反串，例如詹瑞文於《萬千師奶賀台慶》舞臺劇就有兼扮多位角色而在性別方面作反串的成份。

## 參看
- Crossplay
- 變裝皇后
- 角色扮演